# Diphucephala quadratigera
Diphucephala quadratigera är en skalbaggsart som beskrevs av Blanchard 1850. Diphucephala quadratigera ingår i släktet Diphucephala och familjen Melolonthidae. Inga underarter finns listade i Catalogue of Life.